# Khalil Beidas
Khalil Beidas (en árabe: خليل بيدس‎: , transliterado también como Khalil Bedas, Khalil Baydas, Khalil Beydas) (1874–1949), fue un becario, educador, traductor y novelista cristiano palestino. Beidas fue el padre del banquero libanés palestino Yousef Beidas y primo del padre de Edward Said.
Junto a coetáneos como Khalil al-Sakakini, Muhammad Izzat Darwazeh y Najib Nassar, Beidas era uno de los  intelectuales de Palestina más importantes en el comienzo del siglo XX durante el renacimiento cultural conocido como Al-Nahda. Beidas fue pionero del moderno cuento corto y de la novela levantina. Fue también un traductor prolífico, ya en 1898,  había traducido algunos de los trabajos de Tolstoy y Pushkin a árabe. Además, fundó una revista, "al-Nafā'es al-'asriyyah" (النفائس العصرية, Los Tesoros Modernos), la cual adquirió un buen renombre en las tertulias literarias tanto en el otomano valiato de Siria (que en términos generales corresponde hoy a los modernos Israel, Palestina, Jordania, Siria, y Líbano) como entre la diáspora palestina. Beidas es también conocido como Raʾid al-qissa al-filastiniyya (el pionero del cuento corto palestino). Él y su mujer, Adele, tuvieron 4 hijos y 4 hijas.

## Educación y carrera
Beidas nació en Nazaret, en Palestina, en 1874 y estudió en el complejo ortodoxo ruso de al-Muskubīya (actualmente, según Edward Said, un centro de detención y de interrogatorios predominantemente para palestinos) y en el Centro de Formación de Profesores Rusos en Nazaret (ahora una estación de policía israelí), que había sido fundado en aquella ciudad en 1886. No había ninguna tasa de matriculación para alumnos palestinos, y aunque la enseñanza era en árabe, se daba gran importancia a estudiar ruso. En su colecciones, Beidas declaró que "En aquellos días, las escuelas rusas en Palestine eran, sin duda, las mejores." Finalmente se graduó en 1892. La educación recibida por Beidas se basó en la cultura árabe clásica, y aunque era cristiano, Beidas consiguió renombre como hafiz. A comienzo de sus veinte años, Beidas fue nombrado director de escuelas misioneras rusas en varias partes de Siria y Palestina. Luego, se convirtió en profesor de árabe sénior del colegio S. George de Jerusalén, regentado por anglicanos.
Beidas viajó a Rusia después de su graduación en 1892 como pupilo de la Iglesia ortodoxa rusa, y durante su residencia allí fue introducido a las ideas de Nikolai Berdyaev, de nacionalistas culturales del siglo XIX tardío como Dostoevsky y de escritores como Maxim Gorky y Leo Tolstoy. A su regreso a Palestina, Beidas se convirtió en un traductor prolífico, y una figura importante en introducir a los escritores más importantes de la literatura rusa al mundo de habla árabe. Fue a través de sus traducciones del ruso que él introdujo importantes autores ingleses, franceses, alemanes e italianos. Estas traducciones innovadoras tuvieron un impacto amplio, no solo en Palestina, donde fue un pionero en el desarrollo de una literatura moderna, sino también en términos generales en el mundo árabe, influyendo en autores como tan variado como el iraquí Ma'rūf al Rusāfī (1875–1945), los libaneses Halīm Dammūs (1888–1957) y Wadī' al-Bustoānī (1888–1945), y autores sirios como Qistākī al-Himsī (1858–1931). Su técnica en traducción era distintiva. Traducía con una arabización libre y creativa, que rebuscaba y recortaba el texto origen hasta que alcanzaba lo que el consideraba como objetivo básico de la novela, aquello que deriva de la vida diaria y la naturaleza humana.
Según Edward Said, las novelas de Beidas jugaron un rol protagónico en la construcción de una identidad nacional palestina, particularmente frente a la afluencia de colonos sionista. Su primer aventura literaria en este género fue al—Warith (El heredero) en 1920. El libro trató un tema, la partición de Palestina y la creación del estado de Israel, el cual había aparecido solo ocasionalmente antes de 1948, pero cuya importancia para escritores que sobrevivieron sobrevivió el debacle solo emergido después de aquella fecha, de manera retrospectiva. Este trabajo, en qué un judío se vuelve rico a través de la usura y la explotación de personas decentes, es una de las dos novelas palestinas de notar escritas antes del nakba de 1948. La otra es A Chicken's Memoirs (1943) de Ishaq Musa al-Husaini. Jugó una función importante también en el desarrollo del teatro palestino durante la década de 1930, el cual prosperó hasta 1948.
Dadas sus fuertes conexiones con la Iglesia ortodoxa rusa, Beidas se convirtió en un miembro importante de la iglesia ortodoxa de Palestina, representando a los cristianos ortodoxos del norte de Palestina en el Consejo Combinado del Clero Ortodoxo Griego y Árabe qué fue comisionado para administrar los asuntos ortodoxos en Jerusalén.
Con ocasión del pogromo de Jerusalén de 1920, el cual surgió en protesta a la incipiente implementación por parte del Mandato Británico de Palestina de la apertura de la declaración Balfour a la inmigración sionista en Palestina, Beidas era uno de los opinadores más importantes, llegando a dar un discurso conmovedor. Sin embargo otros líderes dieron opiniones incendiarias a los que la multidos respondía coreando "beberemos la sangre de los judíos" ( Nashrab dique al-yahud.). Las propias palabras de Beidas concluyeron con la frase "mi voz se debilita por la emoción, pero mi corazón nacional nunca se debilitará". Él, junto con varios otros, fue rodeado y finalmente detenido. Fue liberado en 1921, con la intención de que esa acción de indulgencia sirviera para ganarse su apoyo y mitigar sus acciones de oposición. El evento fue aprovechado por las autoridades del Mandato francés de Siria para "engrasar su mano" y hacerle escribir propagando en contra de los británicos, oferta que él rechazaría con base a que no tenía intenciones de ser un lacayo de los británicos ni tampoco un sicofante de los franceses. Luego, en 1922,  publicó su historia sobre la ciudad de Jerusalén, Ta'rikh al-Quds y una colección de historias cortas, Masarih al-Adh'han (Pastos de la mente), vio la luz en 1924, donde muestra su uso de la ficción para moralizar y edificar al lector.
Beidas mostró un interés por la cultura europea, especialmente en sus aspectos humanitarios y sociales y, incitados por la resurgencia cultural rusa contemporánea, a la cual había sido expuesto, clamó por un resurgimiento cultural comprensible en el mundo árabe. Sus propios trabajos culturales fueron multifacéticos: crítica literaria, manuales educativos, traducción de importantes trabajos de ficción extranjera, trabajos en lingüística, artículos y discursos políticos y trabajos de historia árabe, griega y europea.
Beidas fue un actor principal del movimiento nacional palestino, a través de su revista Al-Nāfa'is, así como a través de un número de artículos y discursos publicados en periódicos egipcios en árabe como Al-Ahram y Al-Muqattam. Beidas Intentó concientizar de la amenaza que los inmigrantes sionistas representaban, e instó a las autoridades otomanas a que trataran los árabes de manera justa.
Beidas estableció una biblioteca única por sus manuscritos viejos, libros valiosos así como un violín Stradivarius, que se perdieron totalmente, junto con varios de sus composiciones manuscritas, cuando fue forzado a huir a Beirut después de la creación de Israel en 1948. Beidas no sobrevivió mucho tiempo a la pérdida de su país, y se piensa que su biblioteca se encuentra dentro de la Biblioteca Nacional judía en la Universidad hebrea de Jerusalén.

## Al-Nafa'es
Al-Nafā'es al-'asriyyah (النفائس العصرية, Los Tesoros Modernos), fue el periódico semana fundado por Beidas en 1908 en Haifa, en el marco de la época de la Revolución de los jóvenes turcos de julio de 1908. Inicialmente la describa como "una revista para bromas y cosas divertidas" (majallat latā'si wa fukāhãt). Empezó por presentar cuentos cortos pero también serializaciones de las novelas rusas que entonces traducía. En uno de sus piezas anónimas, Beidas llama a los padres de su sociedad para preparar a sus niños hacia la "era de la libertad" (al-hurriyya), en dónde el hombre libre era alguien  quién podría hacer su propia ley (sharia) y guiarse a sí mismo (qiyadat nafsibi). Poco después, en 1911, la publicación fue reubicada en Jerusalén, donde fue impresa en la imprenta del Orfanato Sirio (<i id="mwXw">Dar al-Aytam</i>) en Jerusalén, fundado por Johann Ludwig Schneller (1820–1896), varios meses después de la revolución de los jóvenes turcos . Se ha convertido en uno de las publicaciones periódicas más populars entre los árabes del levante y de la Diáspora palestina.
Beidas tuvo control técnico completo sobre la revista, editando la mayoría de su contenido. Se convirtió en un megáfono para todos los escritores importantes de la Gran Siria y la Diáspora palestina, y fue distribuida ampliamente, llegando tan lejos como Brasil y Australia. An-Nafa'is se convirtió en una distinguida institución, beneficiándose del despertar general de la cultura en la región y aumento de interés por los asuntos literarios y científicos.
En el prefacio al primer número de An-Nafa'is, Beidas explica que consideraba a las novelas como uno de los grandes pilares de la civilización por su ilustración de la mente y que su objetivo era concientizar a los lectores de " importancia del arte narrativo desde un punto de vista intelectual, social y moral.

## Obras seleccionadas
1898–99
- Ibnat al Qubtan (ابنة القبطان, la hija del Capitán, Pushkin), Beirut, 1898
- Al-Tabib al-Hathiq (الطبيب الحاذق, Beirut, 1898
- Al-Quzaqi al-Walhan (El caucásico distraido), Beirut, 1899
- Historia de la Rusia Antigua, Beirut, 1899
- Varios libros educativos
- Muchos manuales de texto sobre aritmética

1908–21
- Shaqa' al-Muluk (La miseria de los reyes), 1908
- Ahwal al-Istibdad (Los terrores del Totalitarismo), 1909
- Henry Al-Thamin (Henry VIII), Jerusalén, 1913
- Al-Hasna' Al-Muntakira (La Belleza Disfrazada), Jerusalén, 1919
- Al-Arch wa Al-Heb, 1919
- Al-Warath, 1919
- Al-Tayaran (La Historia del vuelo), Cairo, 1912
- Rihla ila Sina (Viaje al Sinai), Beirut, 1912
- Muluk al-Rus (Los zares de Rusia), Jerusalén, 1913
- Darajat Al-Hisab (Curso de Aritmética), Volúmenes I y II, Jerusalén 1914
- Al-Qira'a (Curso de lectura), Volúmenes I–VII, Jerusalén, 1913@–21
- Umam Al-Balkan (Los estados balcánicos), Jerusalén, 1914

Colecciones de cuentos cortos
- Ifaaq Al-Fakar (آفاق الفكر), c.1924
- Masarih Al-Adhhan (Masareeh Al-Adhan) (مسارح الأذهان), c.1924